# إس جيه سوريا
1. ↑  "SJ Suryah's real name is S Justin Selvaraj". تايمز أوف إينديا. مؤرشف من الأصل في 2018-01-09. اطلع عليه بتاريخ 2017-12-22.

سيلفراج جاستن بانديان ، المعروف باسمه المسرحي إس جيه سوريا هو مخرج سينمائي هندي وكاتب سيناريو وممثل وملحن ومنتج ومخرج موسيقى عمل في الغالب في صناعة السينما التاميلية . سعى إلى أن يصبح ممثلاً لكنه بدأ في الإخراج ومساعدة فاسانث وساباباثي.
ظهر سوريا لأول مرة في الإخراج مع فالي في عام 1999 والذي أوصله نجاحه إلى النجومية. تشمل أفلامه البارزة الأخرى كوشي (2000)، جديد (2004)، أنبي آروير (2005) و إيساي (2015). ظهر لأول مرة في التمثيل مع New واستمر في التمثيل في أفلام مثل Kalvanin Kadhali (2006)، Thirumagan (2007)، Vyabari (2007) وظهر باعتباره الخصم God Father-True Story of a Man (2016)، Spyder (2017) ) ، مرسال (2017)، معنادو (2021)، دون (2022) وكبطل الرواية في Kadamaiyai Sei (2022).